# 新楽県 (滄州市)
新楽県（しんらく-けん）は中華人民共和国河北省にかつて存在した県。現在の滄州市南皮県南東部に相当する。
三国時代、魏により設置された。南北朝時代に北魏により廃止され、管轄区域は南皮県に編入された。